# Złoty przewodnik po roślinach halucynogennych
Złoty przewodnik po roślinach halucynogennych (ang. Golden guide of hallucinogenic plants) – książka z serii Golden Guide, napisana w 1976 roku, autorstwa Richarda Evansa Schultesa. 
Książka opisuje szereg roślin wykorzystywanych w pierwotnych społeczeństwach w celach leczniczych lub rytualnych. W książce tej istnieje szereg nawiązań do fizjologicznych skutków przyjmowania enteogenów jak też i współczesnego ich wykorzystania w cywilizacji zachodniej.